# Generali Open Kitzbühel 2025
Generali Open Kitzbühel 2025 byl tenisový turnaj na mužském profesionálním okruhu ATP Tour, hraný v areálu Tennis Stadium Kitzbühel. Osmdesátý první ročník Austrian Open Kitzbühel probíhal mezi 20. a 26. červencem 2025 v rakouském alpském letovisku Kitzbühel na antukových dvorcích.
Turnaj dotovaný 596 035 eury patřil do kategorie ATP Tour 250. Nejvýše nasazeným singlistou se stal třicátý tenista světa Alexandr Bublik z Kazachstánu. Jako poslední přímý účastník do hlavní soutěže nastoupil argentinský 122. hráč žebříčku Thiago Agustín Tirante. V důsledku invaze Ruska na Ukrajinu na konci února 2022 řídící organizace tenisu ATP, WTA a ITF s grandslamy rozhodly, že ruští a běloruští tenisté mohli dále na okruzích startovat, ale do odvolání nikoli pod vlajkami Ruska a Běloruska.
Sedmý singlový titul na okruhu ATP Tour vybojoval 28letý Alexandr Bublik, jenž ovládl navazující alpské turnaje v Gstaadu a Kitzbühelu. Poprvé si zahrál finále ve dvou navazujících týdnech. Ve čtyřhře zvítezili 26letí Češi Petr Nouza s Patrikem Riklem, kteří si z okruhu ATP odvezli druhou společnou i individuální trofej.

## Rozdělení bodů a finančních odměn

### Rozdělení bodů
| Soutěž  | Soutěž      | vítězové | finalisté | semifinalisté | čtvrtfinalisté | 16 v kole | 32 v kole | Q  | Q2 | Q1 |
| ------- | ----------- | -------- | --------- | ------------- | -------------- | --------- | --------- | -- | -- | -- |
| dvouhra | [ 3 ] [ 7 ] | 250      | 165       | 100           | 50             | 25        | 0         | 13 | 7  | 0  |
| čtyřhra | [ 8 ]       | 250      | 150       | 90            | 45             | 0         | —         | —  | —  | —  |

Vysvětlivky
1. ↑  Nasazení s volným losem do druhého kola v případě prohry neobdrželi žádné body.[2]

### Finanční odměny
| Soutěž                                | Soutěž      | vítězové | finalisté | semifinalisté | čtvrtfinalisté | 16 v kole | 32 v kole | Q2      | Q1      |
| ------------------------------------- | ----------- | -------- | --------- | ------------- | -------------- | --------- | --------- | ------- | ------- |
| dvouhra                               | [ 3 ] [ 7 ] | 90 675 € | 52 890 €  | 31 090 €      | 18 015 €       | 10 460 €  | 6 390 €   | 3 200 € | 1 745 € |
| čtyřhra                               | [ 8 ]       | 31 530 € | 16 940 €  | 9 910 €       | 5 500 €        | 3 240 €   | —         | —       | —       |
| částky ve čtyřhře jsou uvedeny na pár |             |          |           |               |                |           |           |         |         |

## Mužská dvouhra

### Nasazení
| Stát                              | Hráč                    | ATP | Nasazení |
| --------------------------------- | ----------------------- | --- | -------- |
| Kazachstán                        | Alexandr Bublik         | 34. | 1.       |
| Argentina                         | Sebastián Báez          | 37. | 2.       |
| Španělsko                         | Pedro Martínez          | 47. | 3.       |
| Španělsko                         | Roberto Bautista Agut   | 54. | 4.       |
| Argentina                         | Tomás Martín Etcheverry | 58. | 5.       |
| Francie                           | Arthur Rinderknech      | 64. | 6.       |
| Argentina                         | Francisco Comesaña      | 74. | 7.       |
| Maďarsko                          | Márton Fucsovics        | 89. | 8.       |
| Žebříček ATP ke 14. červenci 2025 |                         |     |          |

### Jiné formy účasti
Následující hráči obdrželi divokou kartu:
- Nicolás Jarry
- Lukas Neumayer
- Joel Schwärzler[2]

Následující hráč nastoupil díky programu Next Gen pro hráče do 20 let jako člen Top 350:
- Justin Engel[2]

Následující hráči obdrželi zvláštní výjimku:
- Ignacio Buse
- Arthur Cazaux[2]

Následující hráči postoupili z kvalifikace:
- Facundo Bagnis
- Norbert Gombos
- Yannick Hanfmann
- Jan-Lennard Struff

### Odhlášení
před zahájením turnaje
- Matteo Berrettini → nahradil jej  Filip Misolic
- Marin Čilić → nahradil jej  Thiago Seyboth Wild
- Hugo Dellien → nahradil jej  Jaime Faria
- Laslo Djere → nahradil jej  Sebastian Ofner
- Otto Virtanen → nahradil jej  Tristan Boyer

## Mužská čtyřhra

### Nasazení
| Stát                                                                         | Hráč              | Stát     | Hráč            | ATP  | Nasazení |
| ---------------------------------------------------------------------------- | ----------------- | -------- | --------------- | ---- | -------- |
| Německo                                                                      | Kevin Krawietz    | Německo  | Tim Pütz        | 15.  | 1.       |
| Portugalsko                                                                  | Francisco Cabral  | Rakousko | Lucas Miedler   | 89.  | 2.       |
| Mexiko                                                                       | Santiago González | USA      | Austin Krajicek | 95.  | 3.       |
| Uruguay                                                                      | Ariel Behar       | Belgie   | Joran Vliegen   | 116. | 4.       |
| Žebříček ATP ke 14. červenci 2025; číslo je součtem umístění obou členů páru |                   |          |                 |      |          |

### Jiné formy účasti
Následující páry obdržely divokou kartu:
- Nico Hipfl /  Jérôme Kym
- Neil Oberleitner /  Joel Schwärzler

Následující pár nastoupil z pozice náhradníka:
- Ivan Sabanov /  Matej Sabanov

### Odhlášení
před zahájením turnaje
- Hugo Dellien /  Tomás Martín Etcheverry → nahradili je  Tomás Martín Etcheverry /  Thiago Agustín Tirante
- Kevin Krawietz /  Tim Pütz → bez náhrady
- David Pel /  Jean-Julien Rojer → nahradili je  Jean-Julien Rojer /  Botic van de Zandschulp

## Přehled finále

### Mužská dvouhra
- Alexandr Bublik vs.  Arthur Cazaux, 6–4, 6–3

### Mužská čtyřhra
- Petr Nouza /  Patrik Rikl vs.  Neil Oberleitner /  Joel Schwärzler, 1–6, 7–6(7–3), [10–5]